# Lligant caps (pel·lícula)
Lligant caps (títol original en anglès: The Shipping News) és un drama basat en la novel·la homònima de Annie Proulx, guanyadora l'any 1994 del Premi Pulitzer d'Obres de Ficció, estrenat el 2001 als Estats Units, protagonitzat per Kevin Spacey, Julianne Moore, Cate Blanchett i Judi Dench i dirigit per Lasse Hallström. Ha estat doblada al català.

## Argument
En Quoyle treballa a una impremta de Nova York i, després d'un accident tràgic de la família, torna a Terranova, la llar dels seus avantpassats, acompanyat de la seva tieta Agnis i la seva filla Bunny. S'instal·len a la casa dels seus avantpassats, on l'Agnis havia viscut de petita. En Quoyle troba feina de periodista al diari local "Gammy Bird". De mica en mica, anirà descobrint els foscos i pertorbadors secrets dels seus avantpassats. A mesura que es construeix una nova vida, fa amics i inicia una relació amb la Wavey, una dona del poble.

## Repartiment
- Kevin Spacey (Quoyle)
- Julianne Moore (Wavey Prowse)
- Cate Blanchett (Petal Bear)
- Judi Dench (Agnis Hamm)
- Rhys Ifans (Beaufield Nutbeem)
- Pete Postlethwaite (Tert Card)
- Scott Glenn (jack Buggit)

| Protagonistes de Lligant caps. | Protagonistes de Lligant caps.     | Protagonistes de Lligant caps.   | Protagonistes de Lligant caps. |
| ------------------------------ | ---------------------------------- | -------------------------------- | ------------------------------ |
|                                |                                    |                                  |                                |
| Kevin Spacey com a Quolye.     | Julianne Moore com a Wavey Prowse. | Cate Blanchett com a Petal Bear. | Judi Dench com a Agnis Hamm.   |

## Premis i nominacions[calcitació]

### Globus d'Or
-2002:

Kevin Spacey: Candidat Globus d'Or al millor actor dramàtic

Christopher Young: Candidat a Globus d'Or a la millor banda sonora original

### Premis BAFTA
-2002:

Kevin Spacey: Candidat BAFTA al millor actor

Judi Dench: Candidata BAFTA a la millor actriu secundària

### Premis del Sindicat d'Actors
-2002:

Judi Dench: Candidata al Premi del Sindicat d'Actors a la millor actriu de repartiment